# Коханець на день
«Коханець на день» (фр. L'amant d'un jour) — французький фільм-драма 2017 року, поставлений режисером Філіппом Гаррелем. Стрічку було відібрано для участі у Двотижневику режисерів на 70-го Каннському міжнародному кінофестивалі (2017) .

## Сюжет
23-річна студентка Аріана — коханка професора філософії Жиля, що стала ініціатором цих стосунків. Ніхто не знає про їхній роман, тому формально вони становлять інтерес і для інших людей, нехай і не воліють говорити про це відкрито. Одного разу у квартирі Жиля з'являється його донька Жанна, яка посварилася зі своїм хлопцем і тепер не знає куди себе подіти. Начебто все складається добре, але Аріана постійно задивляється на молодших чоловіків.

## У ролях
| • Ерік Каравака | … |  |
| • Естер Гаррель | … |  |
| • Луїза Шевійот | … |  |

## Знімальна група
- Автори сценарію — Жан-Клод Карр'єр, Філіпп Гаррель, Кароліна Деруа-Гаррель, Арлетт Лангманн
- Режисер-постановник — Філіпп Гаррель
- Продюсери — Саїд Бен Саїд, Мішель Меркт
- Асоційований продюсер — Кевін Кнейвайс
- Співпродюсер — Олівь'є Пере
- Оператор — Ренато Берта
- Композитор — Жан-Луї Обер
- Монтаж — Франсуа Гедіж'є
- Художник з костюмів — Джастін Пірс

## Нагороди та номінації
| Список нагород та номінацій         | Список нагород та номінацій | Список нагород та номінацій         | Список нагород та номінацій | Список нагород та номінацій | Список нагород та номінацій |
| Кінопремія                          | Дата церемонії              | Категорія                           | Номінант(и)                 | Результат                   | Дж                          |
| ----------------------------------- | --------------------------- | ----------------------------------- | --------------------------- | --------------------------- | --------------------------- |
| Каннський міжнародний кінофестиваль | 26.05.2017                  | Премія SACD (Двотижневик режисерів) | Нехай світить сонце         | Перемога                    | [ 4 ]                       |
| Премія «Люм'єр»                     | 5.02.2018                   | Найкращий режисер                   | Філіпп Гаррель              | Номінація                   | [ 5 ]                       |